# Miejska Biblioteka Publiczna w Trzebini
Miejska Biblioteka Publiczna im. Adama Asnyka w Trzebini – samorządowa instytucja kultury. Powstała w 1949 roku. Od roku 1998 nosi imię poety i społecznika Adama Asnyka. Zajmuje się gromadzeniem, opracowaniem, przechowywaniem i udostępnianiem zbiorów bibliotecznych oraz działalnością kulturalną na rzecz mieszkańców miasta i gminy Trzebinia.

## Historia

### Lata 1949–1975
Biblioteka w Trzebini działa od lipca 1948 roku. Oficjalny termin uruchomienia biblioteki wyznaczony był na dzień 16 stycznia 1949 roku (w tym dniu otwarto jednocześnie w całej Polsce 1600 bibliotek gminnych i 15000 punktów bibliotecznych).
Do uruchomienia Biblioteki Publicznej w Trzebini Zarząd Miejski w Trzebini został zobowiązany przez Starostę Powiatowego w Chrzanowie. Trzebińska Książnica została włączona do krajowej sieci bibliotek i wspierana przez Bibliotekę Powiatową w Chrzanowie.
Biblioteka mieściła się w Rynku w budynku nr 11 potem pod numerem -2. W roku 1957 uzyskała pomieszczenie przy ul. Świerczewskiego 1 (obecnie Rynek 23). W roku 1971 otrzymała lokal w budynku tzw. „Szwajgerówki” (obecnie Rynek 18) i zajmowała powierzchnię ok. 40 m².

### Lata 1975–1999
Lata siedemdziesiąte i osiemdziesiąte to głównie czas rozwoju filii i punktów bibliotecznych. Do roku 1974 na terenie gminy działało 7 bibliotek powszechnych, w tym 3 punkty biblioteczne. W latach 1975–1988 poza biblioteką centralną działało 8 placówek filialnych. Kolejne lata to nowe filie, zmiany lokali filii istniejących oraz powiększający się księgozbiór, m.in. dzięki likwidacjom bibliotek zakładowych.
W roku 1994 biblioteka otrzymała lokal w dawnym Klubie Fabrycznym „Hutnik” przy ul. Narutowicza 10 (obecny budynek Biblioteki Centralnej). Remont pomieszczeń trwał do 1998 roku. W 1995 roku do nowego budynku przeniesiono pomieszczenia administracyjne z gabinetem Dyrektora włącznie, Oddział dla Dzieci i Czytelnię Czasopism. W kolejnym roku Wypożyczalnię dla Dorosłych oraz Dział Gromadzenia i Opracowywania Zbiorów. W roku 1998 przeniesiono do nowego budynku Dział Księgowy oraz Magazyn. Rozpoczęła też działalność Czytelnia Ogólna. Oddano do użytku także salę wystawową.
W tym samym roku biblioteka zmieniła nazwę na Miejska Biblioteka Publiczna w Trzebini (z Miejsko-Gminnej Biblioteki Publicznej w Trzebini) oraz przyjęła za patrona Adama Asnyka.

## Struktura organizacyjna

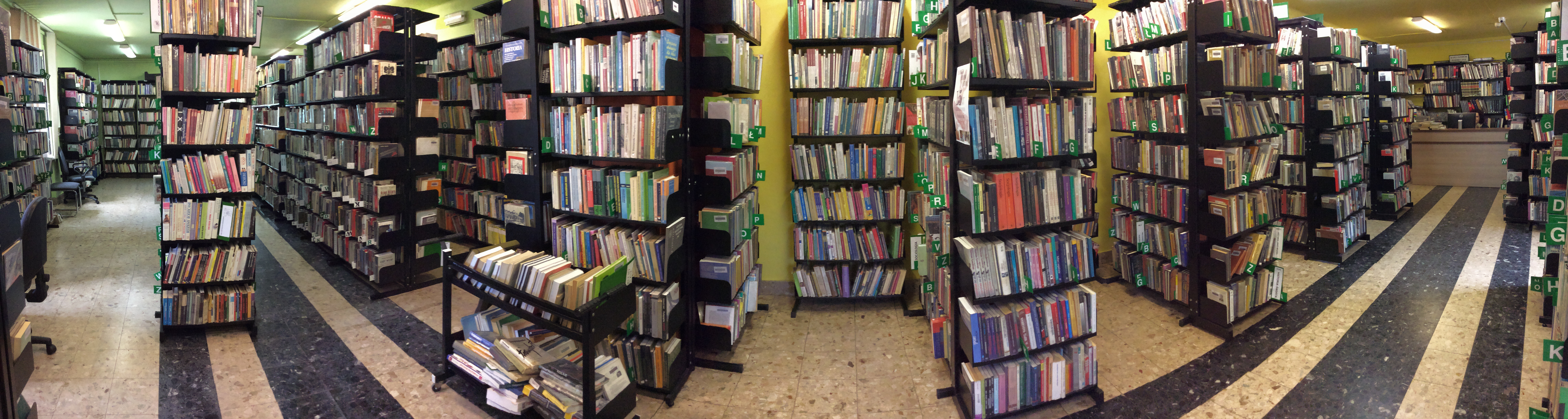
MBP Trzebinia wypożyczalnia popularno-naukowa

- Wypożyczalnia popularno-naukowa – gromadzi literaturę popularno-naukową z różnych dziedzin wiedzy, encyklopedie, słowniki, podręczniki akademickie, przewodniki turystyczne, biografie, poradniki.
- Wypożyczalnia beletrystyczna – gromadzi lektury szkolne, literaturę polską i obcą, felietony, serie wydawnicze, literaturę grozy i fantastyczną, kryminały oraz literaturę obcojęzyczną.

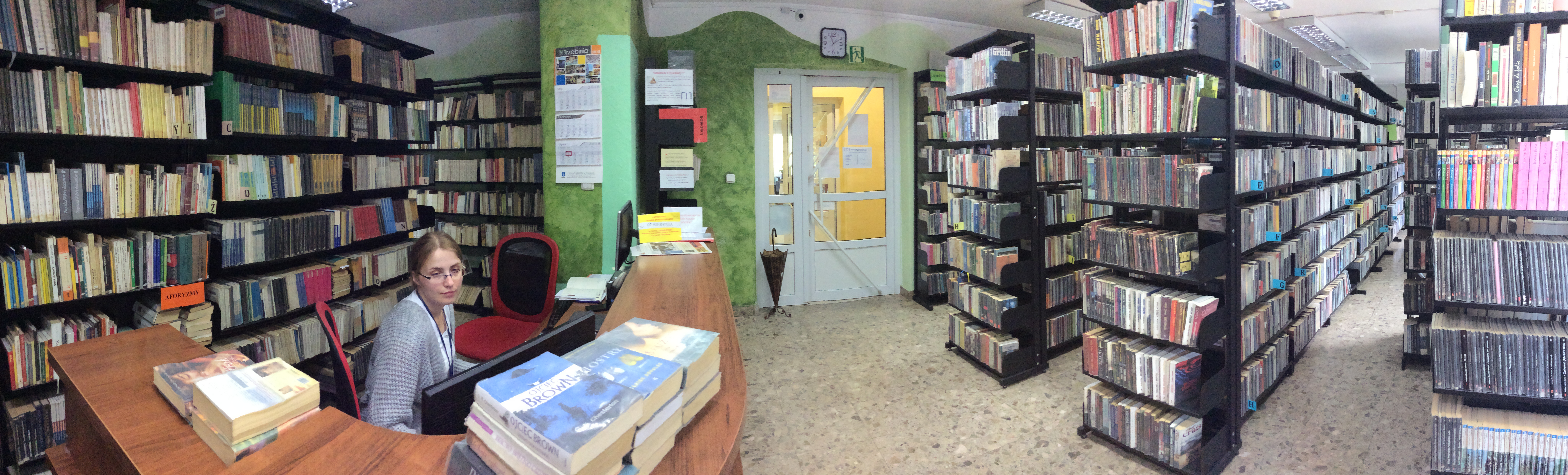
MBP Trzebinia wypożyczalnia beletrystyczna

- Czytelnia. Informatorium regionalne – oferuje dostęp do bieżącej prasy, w tym do czasopism elektronicznych, możliwość wypożyczenia numerów archiwalnych, pomoc w wyszukiwaniu i doborze artykułów prasowych oraz prowadzi elektroniczną kolekcję fotografii i dokumentów z historii Trzebini i regionu (CATL). Istnieje tu również możliwość skorzystania z Internetu, wypożyczeń międzybibliotecznych oraz wykonania skanu lub ksera zbiorów bibliotecznych.

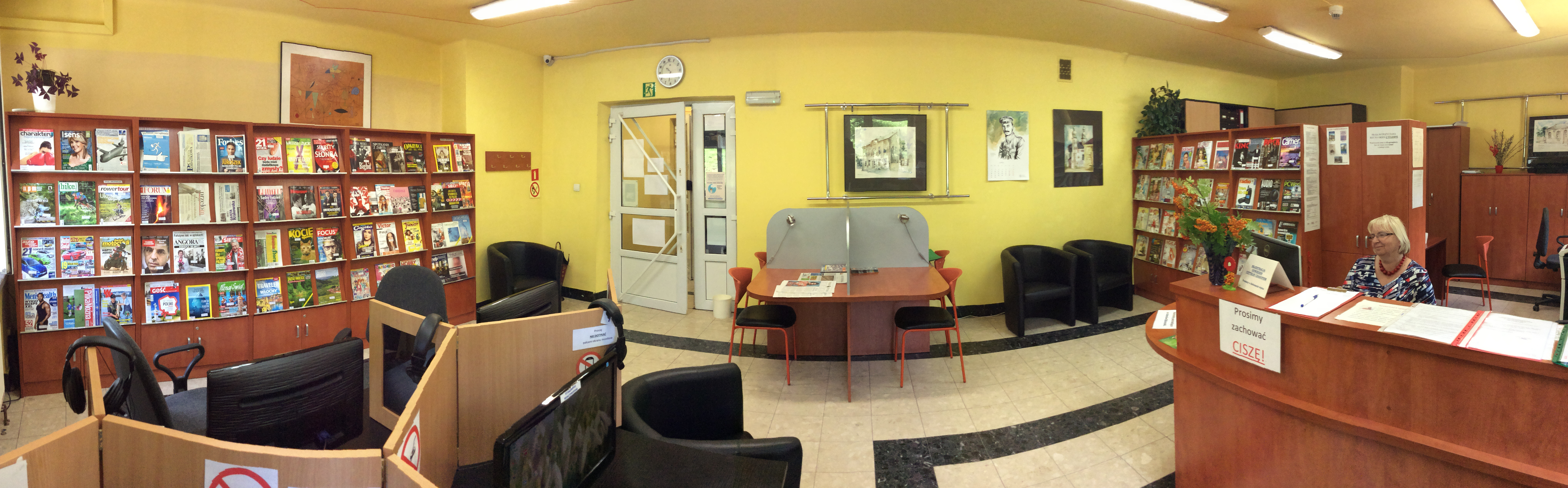
MBP Trzebinia czytelnia informatorium regionalne

- Wypożyczalnia dla dzieci i młodzieży – przeznaczona głównie o obsługi czytelników do 15 roku życia. Udostępnia bajki, lektury oraz książki popularno-naukowe dla dzieci i młodzieży, organizuje różnego rodzaju zajęcia, lekcje biblioteczne, spotkania autorskie, konkursy i zabawy dla najmłodszych.

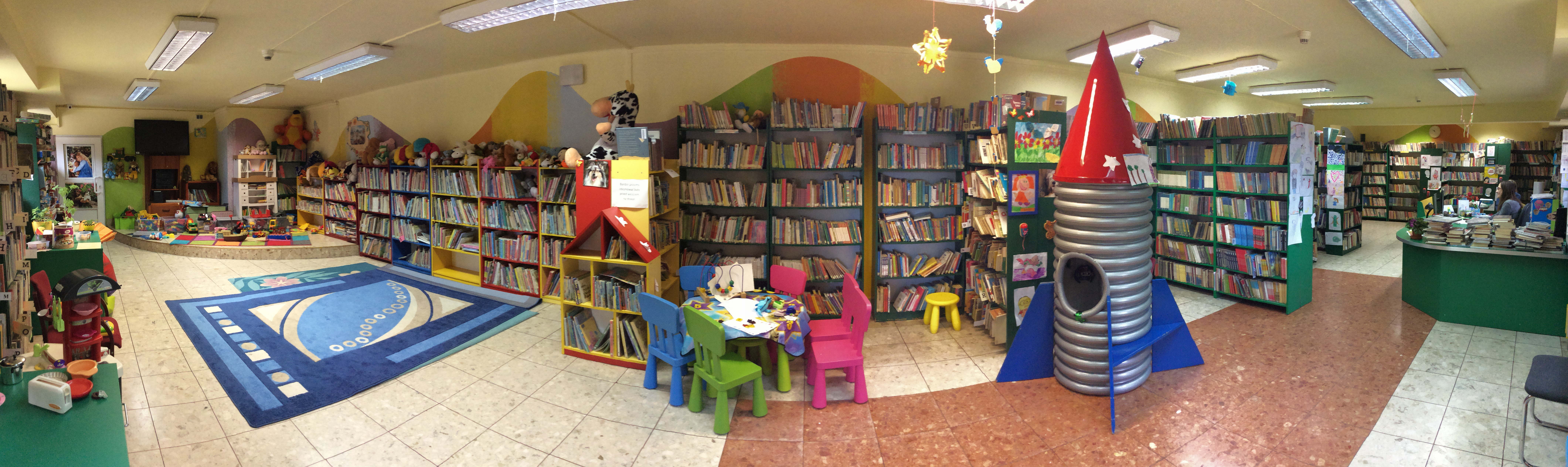
MBP Trzebinia wypożyczalnia dla dzieci i młodzieży

- Medi@teka – agenda utworzona w 2011 roku gromadzi wszystkie zbiory specjalne, w tym filmy, książki mówione i muzykę na różnych nośnikach (płyty DVD, płyty CD, płyty analogowe). Oferuje również bezpłatny dostęp do Internetu, możliwość skorzystania z urządzeń ułatwiających pracę z komputerem osobą z dysfunkcjami wzroku (czytaki, nakładki brajlowskie, program powiększająco-udźwiękawiający Lunar Plus, syntezator mowy Ivona) oraz możliwość korzystania z sali audiowizualnej. Organizuje spotkania z osobami ciekawymi świata i szkolenia komputerowe.

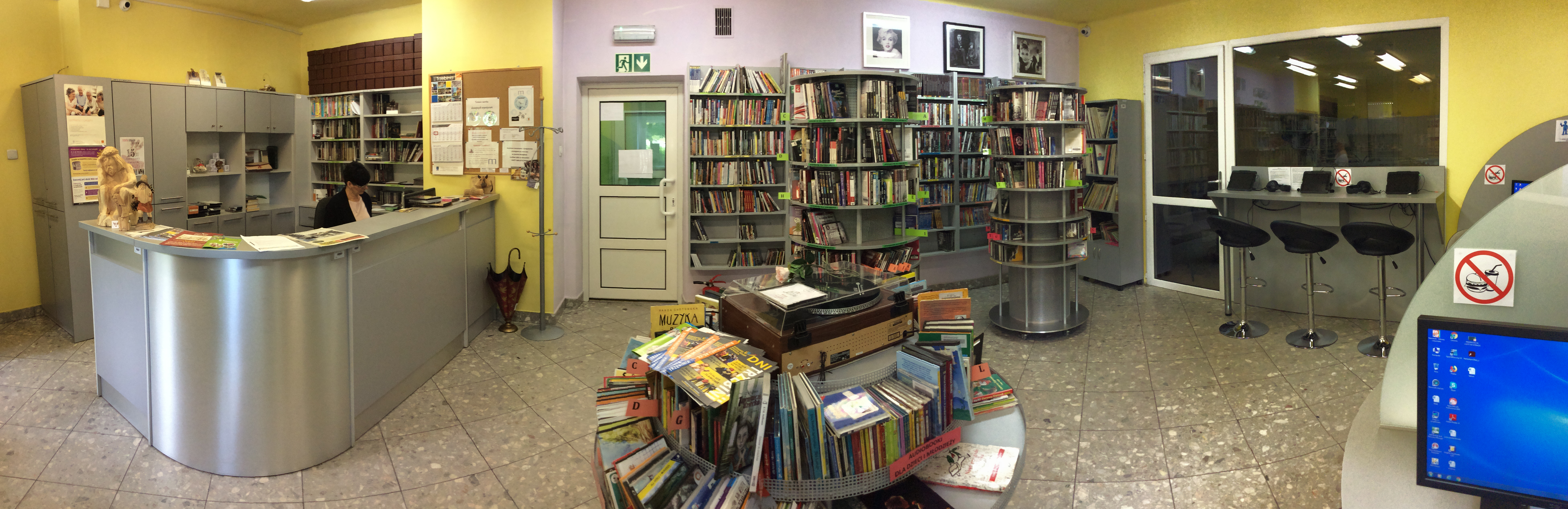
MBP Trzebinia mediateka

## Filie biblioteczne
- Filia nr 1 – Wodna

ul. 1 Maja 97, Trzebinia
- Filia nr 2 – os. Gaj

ul. Matejki 22, Trzebinia
- Filia nr 3 – Młoszowa

ul. Krakowska 143, Młoszowa
- Filia nr 4 – Bolęcin

ul. Topolowa 2, Bolęcin
- Filia nr 5 – Psary

ul. św. Floriana 2, Psary
- Filia nr 6 – Lgota

ul. Szkolna 1, Lgota
- Filia nr 7 – Czyżówka

ul. Szkolna 11, Czyżówka
- Filia nr 8 – Karniowice

ul. W. Łokietka 40, Karniowice
- Filia nr 9 – Osiedle Widokowe

os. Osiedle Widokowe 21, Trzebinia
- Filia nr 10 – Myślachowice

ul. Trzebińska 1, Myślachowice
- Filia nr 11 – Dulowa

ul. Brata Alberta 5, Dulowa
- Filia nr 12 – Siersza

ul. Grunwaldzka 97a, Trzebinia

## Zbiory
Biblioteka Centralna dysponuje prawie 200 000 woluminów z różnych dziedzin wiedzy oraz 6000 zbiorów audiowizualnych. Od roku 2005 biblioteka wypożycza zbiory za pomocą systemu bibliotecznego PROLIB umożliwiającego pełną automatyzację zbiorów bibliotecznych.

## Działalność kulturalno-oświatowa
Biblioteka jako instytucja kulturalna prowadzi działalność popularyzatorską, celem której jest zapoznanie użytkowników ze zbiorami oraz różnorodnością usług bibliotecznych. W 2006 roku w holu głównym Biblioteki Centralnej została otwarta galeria „PEGAZ”, gdzie swoje prace –rysunkowe, malarskie, rzeźbiarskie, rękodzielnicze itp. – mogą prezentować lokalni artyści, profesjonalni i amatorzy. Sala audiowizualna, mieszcząca się w Medi@tece, zaprasza na pokazy bajek i filmów oraz spotkania i prelekcje. W bibliotece prowadzone są:
- lekcje biblioteczne
- konkursy (literackie, tematyczne, plastyczne)
- wystawy (okolicznościowe, hobbystyczne, promujące książkę czy lokalnych artystów)
- spotkania autorskie (z pisarzami dla dzieci i dorosłych)
- akcje głośnego czytania (w ramach akcji Cała Polska czyta dzieciom)
- szkolenia komputerowe (dla dzieci, seniorów)
- warsztaty artystyczne
- imprezy okolicznościowe (bale andrzejkowe, karnawałowe)

## Cyfrowe Archiwum Tradycji Lokalnej
Od 2011 roku biblioteka jest częścią sieci Cyfrowych Archiwów Tradycji Lokalnej. Pracownicy biblioteki przeszli specjalistyczne szkolenia prowadzone przez Fundację Ośrodka KARTA, a następnie rozpoczęli gromadzenie i publikowanie w Internecie regionalnych źródeł historycznych – świadectw życia codziennego i niecodziennego. Zaktywizowali mieszkańców wsi, miast i miasteczek do przeszukiwania domowych szuflad i archiwów, zbierania i opisywania fotografii i dokumentów, oraz nagrywania relacji świadków historii. Na stronie trzebinia.archiwa.org publikują zdigitalizowane materiały źródłowe zebrane wśród lokalnej społeczności. Do października 2016 udało się udostępnić na stronie 1585 materiałów i praca ta ciągle jest kontynuowana.